# Dolenje pri Jelšanah
Dolenje pri Jelšanah je naselje v Občini Ilirska Bistrica.